# Cristiano Doni
Cristiano Doni (Róma, 1973. április 1.) olasz labdarúgó, középpályás.

## Pályafutása
Doni pályafutását a Modena együttesében kezdte el. Az 1991-92-es szezonban már az első csapat keretéhez tartozott, de végül egyszer sem lépett pályára, sőt, a nyáron eladták a negyedosztályú Rimininek. Doni ott mutatkozhatott be az első csapatban, és debütálása nem is volt rossz, hiszen 31 meccsen szerepelt, és hat gólt lőtt.
A következő szezonban már egy osztállyal feljebb játszott, mégpedig a Pistoiese együttesében, és itt is alapemberré vált. 1994 nyarán megint klubot váltott, és az akkoriban a harmadik vonalban szerénykedő Bologna játékosa lett, amellyel sikerült feljutnia a Serie B-be. Itt sem tudott azonban két évnél több időt eltölteni, következő egyesülete a Brescia volt, amely szintén a másodosztályban szerepelt. Ezzel a gárdával is feljebb léphetett egy osztályt, és így az 1997-98-as idényben bemutatkozhatott a Serie A-ban. Itt egyszer tudott gólt elérni, és a bajnokság befejeztével megint új csapatot keresett magának, ezúttal az Atalantába szerződött.
Ez egyben azt jelentette, hogy vissza kellett térnie a második vonalba, de a bergamóiaknál támadóbb feladatot kapott, és ennek megfelelően több gólt szerzett, mint korábban. Az 1999-2000-es bajnokságban az Atalanta feljutott a legjobbak közé. Doni 14 alkalommal vette be az ellenfelek kapuját, és a 2007-2008-as idényben is hétszer volt eredményes.
A válogatottban hétszer szerepelt, tagja volt a 2002-es világbajnokság olasz keretének, Ecuador és Horvátország ellen lépett pályára.